# Gornji Grad - Medveščak

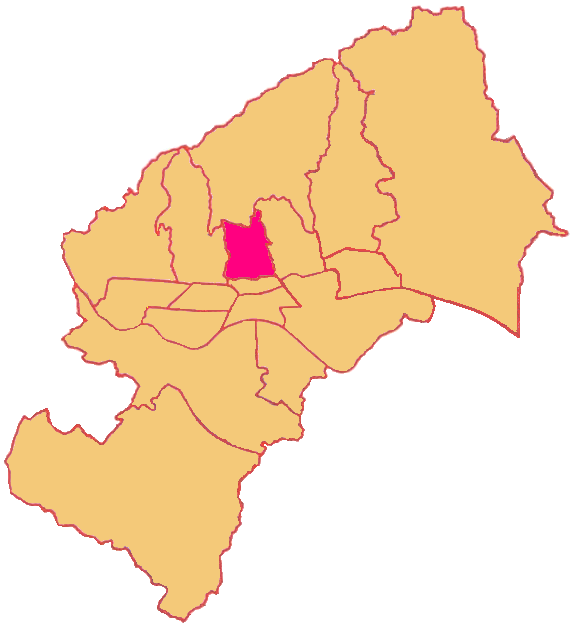
District in Zagreb

Gornji Grad - Medveščak is een van de stadsdelen van de Kroatische hoofdstad Zagreb. Het stadsdeel ligt in het centrale gedeelte van de stad en telt (per 2001) 36.384 inwoners.

## Wijken in Gornji Grad - Medveščak
- "August Cesarec"
- Gornji grad
- Gupčeva zvijezda
- "Ivan Kukuljević Sakcinski"
- Kraljevac
- Medveščak
- Nova Ves
- Petrova
- Ribnjak
- "Stjepan Radić"
- Šalata
- Tuškanac
- Voćarska

Brezovica · Črnomerec · Donja Dubrava · Donji Grad · Gornja Dubrava · Gornji Grad - Medveščak · Maksimir · Novi Zagreb - istok · Novi Zagreb - zapad · Peščenica - Žitnjak · Podsljeme · Podsused - Vrapče · Sesvete · Stenjevec · Trešnjevka - jug · Trešnjevka - sjever · Trnje